# 新华农场 (电白区)
新华农场位于中国广东省茂名市电白区岭门镇的一个国有农场。所在区域列为电白区的一个类似乡级单位。
新华农场是茂名市人民政府农业农村局下属的事业单位——茂名市农业科技推广中心基地。2024年的报道中，电白区广泛种植名为“千禧”的圣女果，是广东省最为集中、贸易最为活跃的千禧果连片种植带。相关单位在新华农场进行圣女果品种的推广活动。

## 行政区划
下辖以下地区：
新华农场虚拟社区。